# Caterina de Cardona
Caterina de Cardona (Barcelona o Nàpols, 1519 - Cueva de Doña Catalina de Cardona, Casas de Benítez, 11 de maig de 1577) va ser una noble catalana que es va retirar a fer vida eremítica. Coneguda com a Beata Caterina de Cardona, no ha estat beatificada oficialment, i és reconeguda com a venerable; "beata" era el nom que rebien les dones laiques que adoptaven un estil de vida retirada i religiosa i, a partir d'aquesta denominació s'ha originat la confusió.

## Biografia
Va néixer a la família noble dels Cardona, barons de Bellpuig, filla de Ramon Folc de Cardona-Anglesola, setzè baró de Bellpuig, duc de Soma i virrei de Nàpols. Sembla que era filla il·legítima i que per això fou portada a Nàpols i no fou criada per l'esposa del seu pare, Elisabet de Requesens i Enríquez, comtessa de Palamós. Va ésser ingressada a un convent de caputxines i als tretze anys fou promesa en matrimoni, i només va sortir del convent per casar-se. Molt devota, influí en el seu marit, que canvià la seva manera de viure, però morí molt aviat. Vídua, va tornar al convent, on viu com a seglar, però lliurara a l'espiritualitat i la religió.
En 1557, la princesa de Salerno, parenta seva, va tornar a Espanya i convencé Caterina perquè l'acompanyés, anant amb ella a la cort, llavors a Valladolid. Hi va ésser dida del fill del rei Felip, Carles, l'hereu, i de Joan d'Habsburg i Blomberg, germanastre del rei. Mentre vivia al palau, però, continuava fent penitència i vida ascètica, fent dejunis i pregàries contínues. Desitjava portar una vida de penitència i solitud i en 1562 va fugir del palau dels prínceps d'Éboli a Pastrana (Guadalajara) i es retirà a una cova de la població de Casas de Benítez (avui dia a la província de Conca, prop de (La Roda).

### Vida a l'ermita
Hi visqué com a eremita, lliurada a la pregària i el rigor, com altres dones similars que, especialment a Castella i Extremadura, en un ambient de reforma espiritual i influïdes per les idees de la contrareforma, deixaven la vida mundana per la monàstica o l'eremítica, arribant a extrems d'extrema austeritat.
Va ésser descoberta per un pastor en 1566 i aviat la seva cova va esdevenir lloc de pelegrinatge, on anava gent a demanar-li consell i oracions. Destorbada en el seu retir, per posar fi a la situació, Caterina va fundar al lloc un convent de carmelites descalços per tal de poder continuar-hi amb la seva vida de solitud. Va proposar la idea a Ana de Mendoza de la Cerda, princesa d'Èboli, que donava suport a santa Teresa de Jesús i la seva reforma, en 1571, que l'acollí amb entusiasme, com també la resta de la cort.
Quan va arranjar la fundació, Caterina s'acomiadà de la cort i tornà a La Roda en 1572 amb uns frares que començaren a aixecar el convent, amb molts problemes, ja que les obres no van estar ben dirigides; els retards i defectes de construcció van fer que els diners destinats a la construcció s'acabessin i la part feta presentés molts problemes. L'església s'uní amb una galeria subterrània a la cova de la penitent. Aquest convent, Santa María del Socorro de La Roda, va ser traslladat, en 1603 a Villanueva de la Jara. Mentrestant, Caterina continuà la seva vida retirada com a terciària carmelita; la fama de santedat de l'ermitana s'estengué, i fou lloada per Pere d'Alcántara i Teresa de Jesús.
| «                                               | Después que hizo el monasterio, todavía se iba y estaba y dormía, a su cueva, sino era ir a los Santos Oficios. Y antes que se hiciese, iba a misa a un monasterio de mercedarios, que esta a un cuarto de legua [a Fuensanta], y algunas veces de rodillas. Su vestido era buriel y túnica de sayal, y de manera hecho, que pensaban era hombre. | » |
| — Teresa de Jesús , Las fundaciones, capítol 28 | |   |

Va morir en llaor de santedat l'11 de maig de 1577, dia que ella mateixa havia predit. Fou sebollida a la capella de la Mare de Déu del Carme del convent, a Casas de Benítez, i la seva tomba fou meta de pelegrinatges, atribuint-s'hi miracles i guaricions.

## Veneració
En 1603, en traslladar-se el convent, el seu cos també va traslladar-se al nou convent de Villanueva de la Jara; avui es conserven a l'església del Carmen, antiga església del convent de frares carmelites.
El procés de beatificació de l'eremita va quedar paralitzat i localment se li dona el títol de venerable Cardona. Avui, és recordada a la zona on es conserva la cova, abandonada. Va ésser redescoberta en 1980, i declarada monument, tot iniciant-se les obres de restauració.